# Liste de modèles de contrôleurs de carrefour à feux
Pour un article plus général, voir Contrôleur de carrefour à feux.
Liste des modèles de contrôleurs de carrefours à feux existants ou ayant existé en France.

## Actuellement disponible sur le marché
- Marque GARBARINI (société FARECO) :
  - GALLERY (1 à 4 racks juxtaposables de 12 Lignes de feux, 2004)

- Marque LACROIX TRAFIC :
  - TRAFFY3

- Marque POLYVELEC :
  - AZUR

- Marque AXIMUM  :
  - M@ESTRO 8 / M@ESTRO 16 / M@ESTRO 32
  - CASTOR

- Marque SEA SIGNALISATION :
  - CLP7G3-08 / CLP7G3-16 / CLP7G3-32

## Historique des modèles du passé

### Technologie micro-processeurs
- Marque ESR :
  - ESR8000 / ESR1000

- Marque EVR :
  - ISOTRAFIC 1000 / 3300

- Marque GARBARINI :

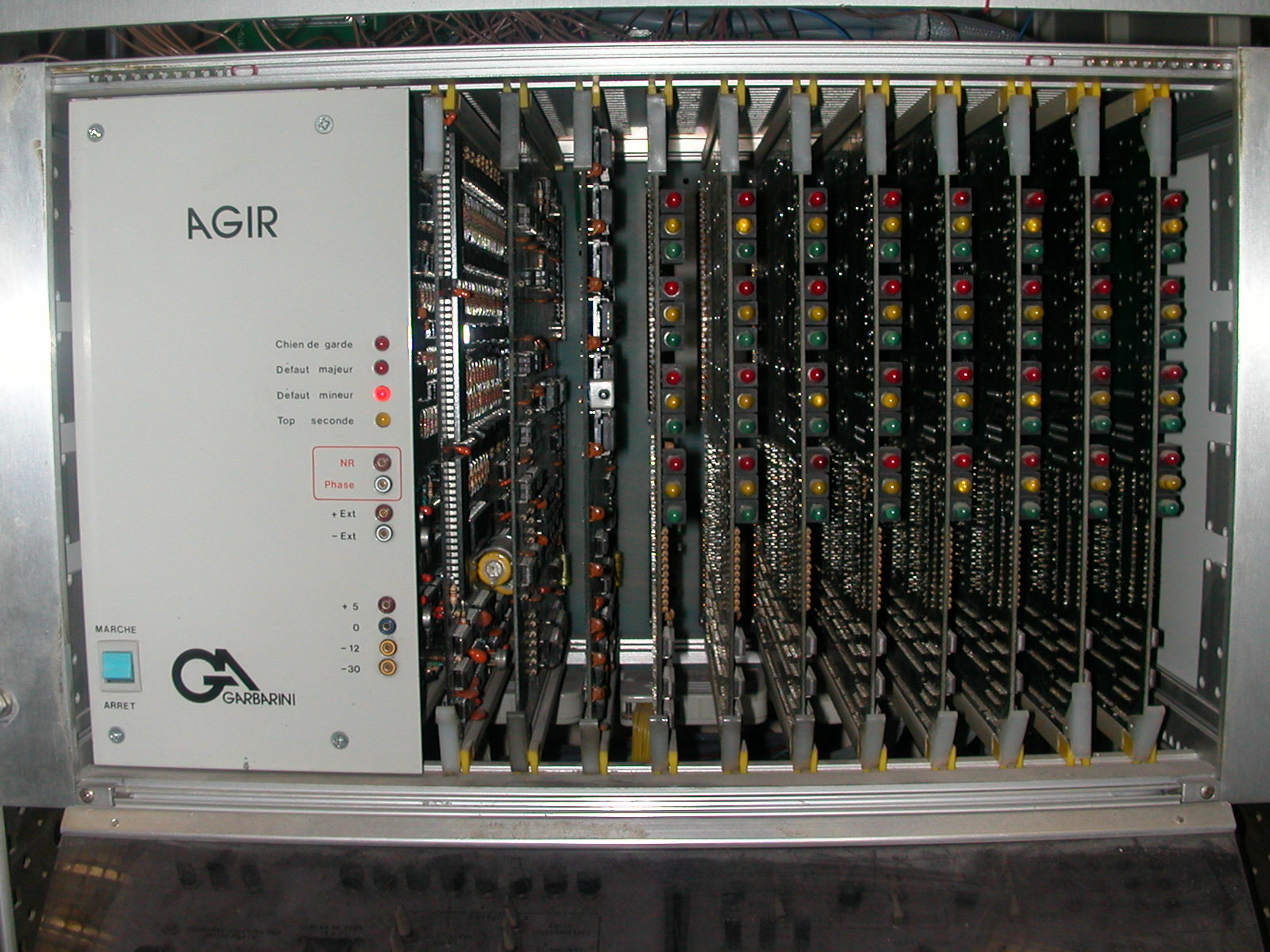
Contrôleur carrefour GARBARINI AGIR

- - OMEGA (mono-carte, 4 ou 8 lignes de feux prédéfinies véhicules/piétons, 1997)
  - GALILEE (en rack, 16 ou 32 Lignes de feux, 1990)
  - MIRAGE 8 et MIRAGE 16 (en rack, 8 et 16 lignes de feux, 1986)
  - MIRAGE 4 (1 carte CPU + 1 carte puissance, 4 lignes de feux prédéfinies, 1985)
  - AGIR (en rack, 16 ou 32 lignes de feux, 1980)

- Marque IBR :
  - SMAC

- Marque SAGEM COMMUNICATIONS  (reprise par la société AXIMUM):
  - TC 8 / 16 / 32

- Marque LACROIX SIGNALISATION/SOFREL :
  - TRAFFY (première et deuxième version)
  - HODOS

- Marque OMERA

- Marque SFIM (reprise par la société SAGEM) :
  - CASTOR
  - ASTERICZ

- Marque SILEC (reprise par la société SAGEM) :
  - CHORUS
  - AQUILON, MISTRAL, ALIZEE, ZEPHIR
  - M2400

- Marque THOMSON

### Technologie électronique statique

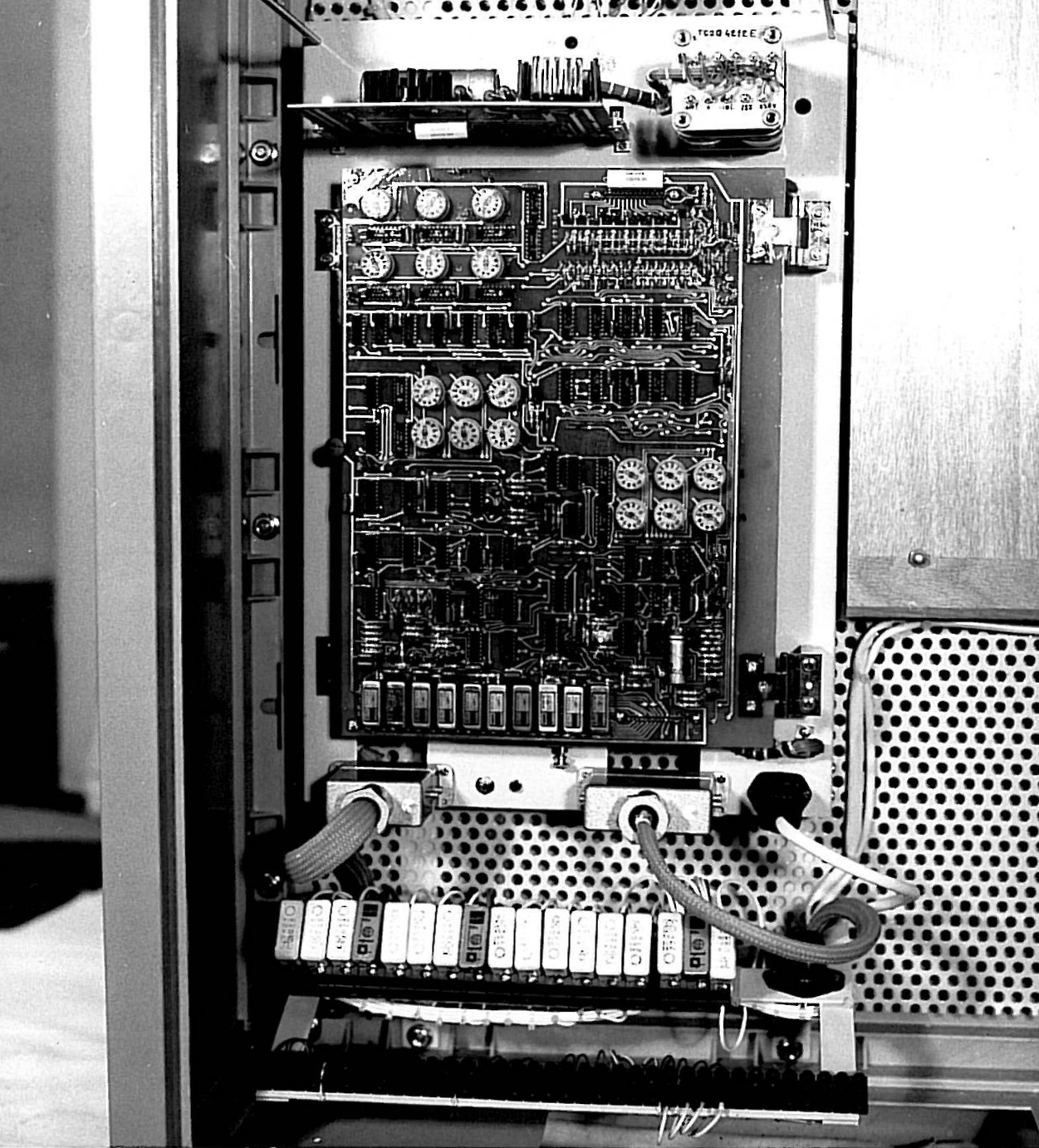
Contrôleur carrefour GARBARINI GAMA A4

- Marque DASSAULT

- Marque EVR :
  - ISOTRAFIC 100 / 300 / 500

- Marque GARBARINI :

- - GAMA (1975)
  - MODULAG (1974)

- Marque IBR

- Marque SEA

- Marque SFIM :
  - CESAR 800, 1200, 1600

- Marque SILEC :
  - S200/S400/S800/S2000

- Marque TRT :
  - REMU

### Technologie électromécanique
- Marque EVR :
  - Electromatic

- Marque GARBARINI :
  - MAG 20 (1978?)

- Marque SEA

- Marque SILEC :
  - 1521
  - 2PHC
  - AZ (hybride avec électronique)